# 分益小作
分益小作（ぶんえきこさく、Sharecropping、metayer）とは、地主が小作人に対して土地と農業経営に必要な家畜や農具類を支給する一方、小作人は労務を提供し、農業生産による収穫物を実物で地主と小作人との間で分割する小作制度。刈分小作ともいう。

## 特徴
分益小作は小作料として予め決められた金額を支払うのではなく、生産物の年々の出来高に応じて地主と小作人とが一定の歩合で分割取得する制度である。不定額小作に属する。
地主と小作人との分割の割合は大抵は半分半分である（折半小作制）。しかし、地主と小作人との分割の割合が3分の2対3分の1の場合もある。
なお、分益小作制は地主が労働者を雇って賃金支給方法を実物による出来高払いにしているとみることもでき自作農での労働契約の一種とみることもできる。しかし、分益小作制での地主は生産経営を土地の借主に一任していることがほとんどであり小作制度の一種とみるべきと考えられている。